# Список иностранных граждан — Народных героев Югославии
В настоящем списке в алфавитном порядке представлены все иностранные граждане, награждённые югославским орденом Народного героя (всего 22 человека). В списке указаны даты присвоения звания, даты жизни Героев и их государственная принадлежность.
- Серым цветом в таблице выделены Герои, награждённые орденом Народного героя посмертно.

## Список иностранных граждан, награждённых орденом Народного героя
| № п/п | Фото | Фамилия, Имя                    | Дата присвоения звания | Годы жизни                        | Страна       |
| ----- | ---- | ------------------------------- | ---------------------- | --------------------------------- | ------------ |
| 1     |      | Бирюзов, Сергей Семёнович       | октябрь 1964           | 21 августа 1904 — 19 октября 1964 | СССР         |
| 2     |      | Булкин, Иван Антонович          | 21 июня 1945           | 20 июня 1920 — 16 сентября 1974   | СССР         |
| 3     |      | Витрук, Андрей Никифорович      | 29 января 1945         | 8 июля 1902 — 2 июня 1946         | СССР         |
| 4     |      | Дмитриенко, Павел Игнатьевич    | 21 июня 1945           | 1920 — 1950 (или январь 1951)     | СССР         |
| 5     |      | Жданов, Владимир Иванович       | 20 октября 1944        | 29 апреля 1902 — 19 октября 1964  | СССР         |
| 6     |      | Жимерский, Михал                | 1946                   | 4 сентября 1890 — 15 октября 1989 | Польша       |
| 7     |      | Калинкин, Борис Тихонович       | 25 сентября 1944       | 19 апреля 1913 — 10 июня 1945     | СССР         |
| 8     |      | Козак, Семён Антонович          | 20 октября 1944        | 23 мая 1902 — 23 декабря 1953     | СССР         |
| 9     |      | Константинов, Иван Никифорович  | 21 июня 1945           | р. 1920                           | СССР         |
| 10    |      | Куши, Войо                      | 12 февраля 1945        | 1918 — 10 октября 1942            | Албания      |
| 11    |      | Лонго, Луиджи                   | 11 марта 1980          | 15 марта 1900 — 16 октября 1980   | Италия       |
| 12    |      | Малиновский, Родион Яковлевич   | 27 мая 1964            | 23 ноября 1898 — 31 марта 1967    | СССР         |
| 13    |      | Манагадзе, Александр Теопанович | 21 июня 1944           | р. 23 октября 1919                | СССР         |
| 14    |      | Охрименко, Григорий Николаевич  | 21 июня 1945           | 15 апреля 1910 — 31 марта 1996    | СССР         |
| 15    |      | Свобода, Людвик                 | 1946                   | 25 ноября 1895 — 20 сентября 1979 | Чехословакия |
| 16    |      | Судец, Владимир Александрович   | октябрь 1964           | 23 октября 1904 — 6 мая 1981      | СССР         |
| 17    |      | Толбухин, Фёдор Иванович        | 31 мая 1945            | 16 июня 1894 — 19 октября 1949    | СССР         |
| 18    |      | Улиско, Василий Андреевич       | 21 июня 1945           | 1915 — апрель 1956                | СССР         |
| 19    |      | Ходжа, Энвер                    | 1946                   | 16 октября 1908 — 11 апреля 1985  | Албания      |
| 20    |      | Чолаку, Решид                   | 1945                   |                                   | Албания      |
| 21    |      | Шорников, Александр Сергеевич   | 20 июня 1944           | 31 октября 1912—1981              | СССР         |
| 22    |      | Якимов, Павел Никитович         | 25 сентября 1944       | 15 июля 1910 — 5 марта 1968       | СССР         |